# Denis Bardiau
Denis Bardiau, né le 7 décembre 1968, est un auteur, metteur en scène, consultant, Directeur d'écriture français.

## Éléments biographiques
En 1993, Denis Bardiau obtient le premier prix d'un concours de scénarios de courts métrages organisé sous la tutelle de Luc Besson. De 1993 à 1998, il fait son apprentissage des métiers du cinéma collaborant à des clips, des pubs et des longs métrages. Après avoir été récompensé par plusieurs prix dont celui du Festival du film d'humour de Chamrousse pour son court-métrage Peinard coréalisé avec Pascal Chaumeil, Denis Bardiau réalise en 2000 son premier long métrage, Le Monde de Marty sur un sujet sensible, « un sujet aussi plein de bonnes intentions que de pièges redoutables », avec dans le rôle principal un paralysé et muet Michel Serrault qui ne s'exprime qu'en voix off. Denis Bardiau traite ce sujet qualifié de « suicidaire » avec « générosité et fraicheur » « et, résultat : on marche et on s'émeut » pour certains critiques, sans éviter certains pièges pour d'autres critiques. Même si le film est un échec commercial en France, il est distribué dans plus d’une dizaine de pays dans le monde, rencontrant un certain succès en Asie, notamment en Corée du sud, à Taïwan et à Hong Kong. De plus, il est sélectionné dans de nombreux festivals dans le monde, remportant plusieurs prix.
Il est également l'auteur et le metteur en scène de pièces de théâtre dont notamment Le Coach (coauteur : Bruno Bachot), pièce à succès, toujours à l'affiche  en 2024 (+ de 1 000 représentations). Les deux auteurs en ont assuré l'adaptation cinématographique pour le réalisateur Olivier Doran en 2008.

## Filmographie

### Directeur d'écriture
Télévision
- 2019 : Abraca (France 3)

### Scénariste
Cinéma
- 2009 : Le Coach d'Olivier Doran

Télévision
- 2008 : Mikido (France 3) : 8 épisodes
- 2009 : Les réfugiés climatiques (France 5)
- 2010 : My Life Me (France 2/Cartoon Network Canada) : épisodes : 20, 32, 44 et 51
- 2013 : Dofus : Aux trésors de Kerubim (France 3) : épisodes 19, 20, 25, 28, 31, 33, 43 et 46
- 2015 : Miraculous : Les Aventures de Ladybug et Chat Noir Saison 1 (TF1/Disney) : épisode 8
- 2015 : Péplum (M6) : Sketches
- 2019 : Abraca (France 3) : épisodes 5, 6, 8, 9, 13, 17, 18 et 24.
- 2022 : Gus le Chevalier Minus Saison 1 (TF1/Disney) : épisodes 8, 15, 17, 21, 29, 30, 36, 43, 44, 46 et 50
- 2023 : Gus le Chevalier Minus Saison 2 (TF1/Disney) : épisodes 4, 14, 20, 26, 31, 32, 47, 51 et 52

### Scénariste et réalisateur
- 1995 : Peinard (court métrage, coréalisateur : Pascal Chaumeil[5]) - Grand prix au Festival du film d'humour de Chamrousse ; Prix du Public au Festival du film d'humour de Meudon
- 1997 : Crêperie (Clip - Groupe : Les Bidochons - Parodie Série TV X-Files)

- 2000 : Le Monde de Marty

### Auteur théâtre
- 1998 : Je meurs si je veux ! Co-auteur avec J.C. Barc, C. Idoux, A. Jeanbart.
- 2011 : Le coach Co-auteur avec Brunot Bachot.
- 2016 : Training sauvage Co-auteur avec Brunot Bachot

### Metteur en scène théâtre
- 2009 : Talons aiguilles et crampons

### Consultant cinéma et audiovisuel
Depuis 2001, il intervient aussi comme consultant pour des sociétés de production cinématographique (Ankama, Gaumont, Outsider productions, Dacia Films) et, via des agences, pour des campagnes de communication audiovisuelle pour de grandes marques.